# Björn Hansson
Björn Åke Hansson, född 1 juli 1960, är en svensk jurist som var lagman i Kristianstads tingsrätt från 2013 till 2014, hovrättslagman i hovrätten över Skåne och Blekinge från 2014 till 2022 och är lagman i Lunds tingsrätt från 2022.
Hansson anställdes som kanslichef i Svea hovrätt i juni 2000. Han utnämndes den 26 april 2007 till chefsrådman i Malmö tingsrätt och den 25 april 2013 till lagman i Kristianstads tingsrätt. Hansson utnämndes den 20 november 2014 till hovrättslagman i hovrätten över Skåne och Blekinge. och den 17 februari 2022 till lagman i Lunds tingsrätt.